# Vladimir Orlovski
Vladimir Donatovich Orlovski (en russe : Владимир Донатович Орловский, en ukrainien : Володимир Донатович Орловський; né le 1er février 1842 - mort le 19 février 1914) est un peintre réaliste russe d'origine ukrainienne.

## Biographie
Vladimir Orlovski naît à Kiev en 1842. Son talent est détecté au gymnasium de Kiev par le peintre Ivan Sochenko, qui avait auparavant déjà aidé Tarass Chevtchenko. C'est d'ailleurs Chevtchenko qui recommandera Orlovski pour qu'il puisse intégrer l'Académie impériale des beaux-arts de Saint-Pétersbourg en 1861. Il y étudie jusqu'en 1868.
De 1869 à 1872, il vit et peint en France, en Italie, en Suisse et en Allemagne. Il devient membre de l'Académie impériale des beaux-arts en 1874, puis professeur à partir de 1878, où il aura notamment pour élève Mykola Pymonenko. Il peint pour les aristocrates de Moscou et de Saint-Pétersbourg, et certaines de ses œuvres sont achetées par le tsar Alexandre III. Il est alors aussi célèbre que Ivan Aïvazovski, et sera influencé par les peintures de Arkhip Kouïndji.
En 1886, il retourne en Ukraine, où il enseigne à l'école de dessin de Kiev, et aidera à fonder l'école des beaux-arts de Kiev,.
Il meurt lors d'un séjour en Italie, à Nervi près de Gênes, en 1914.

## Œuvres
Au fil des années, Orlovski se détache dans ses peintures de l'académisme, pour des compositions plus naturelles, des lignes plus sûres et des couleurs plus délicates. Il est célèbre pour ses paysages de la campagne d'Ukraine et de Crimée, tels que À Alushta (1870), Village (1879) ou Récolte (1882). À partir des années 1900, il réalisera presque exclusivement des marines.

## Galerie d’œuvres

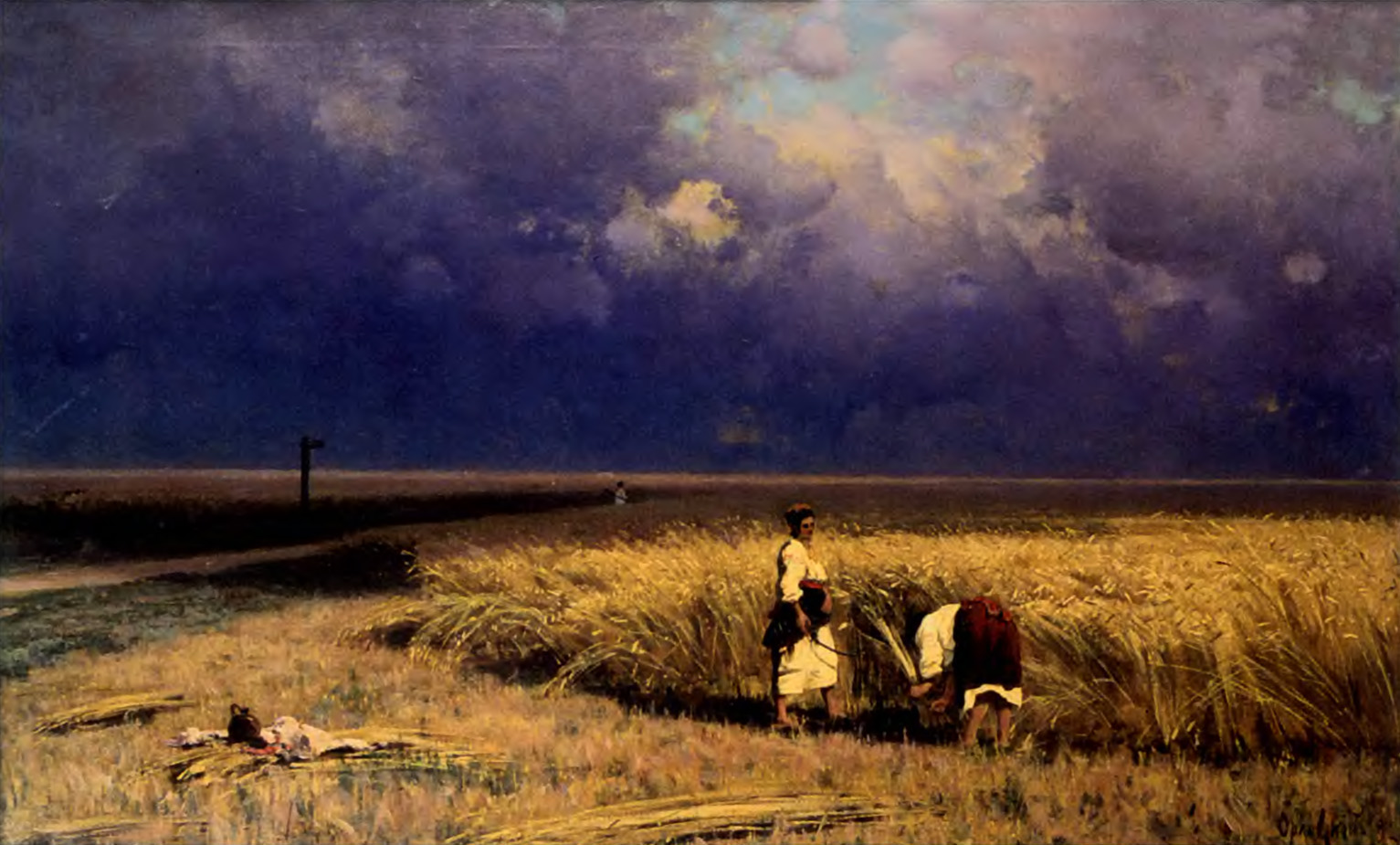
Récolte (1882).
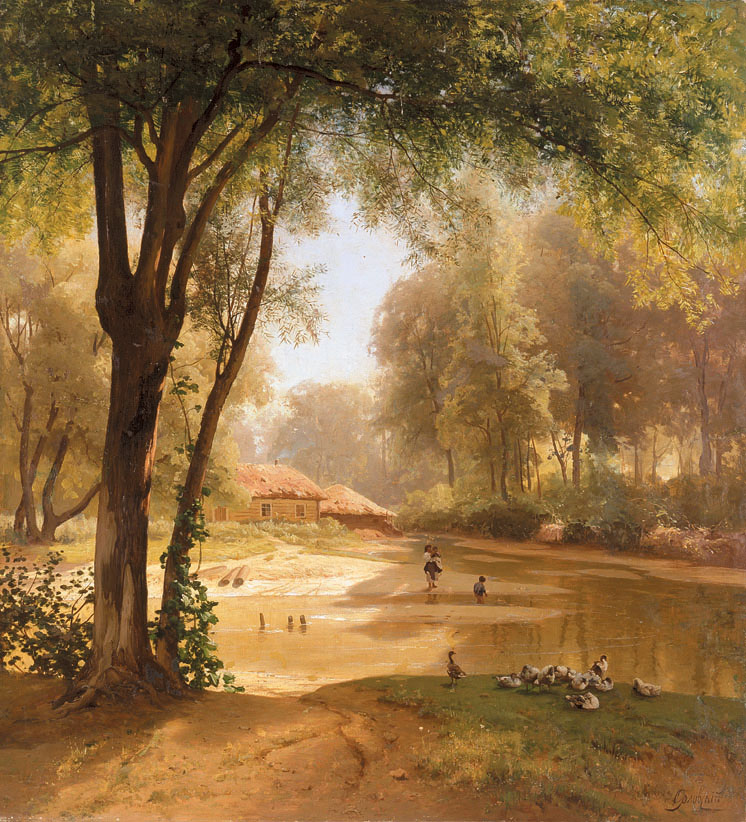
Calme (1890).
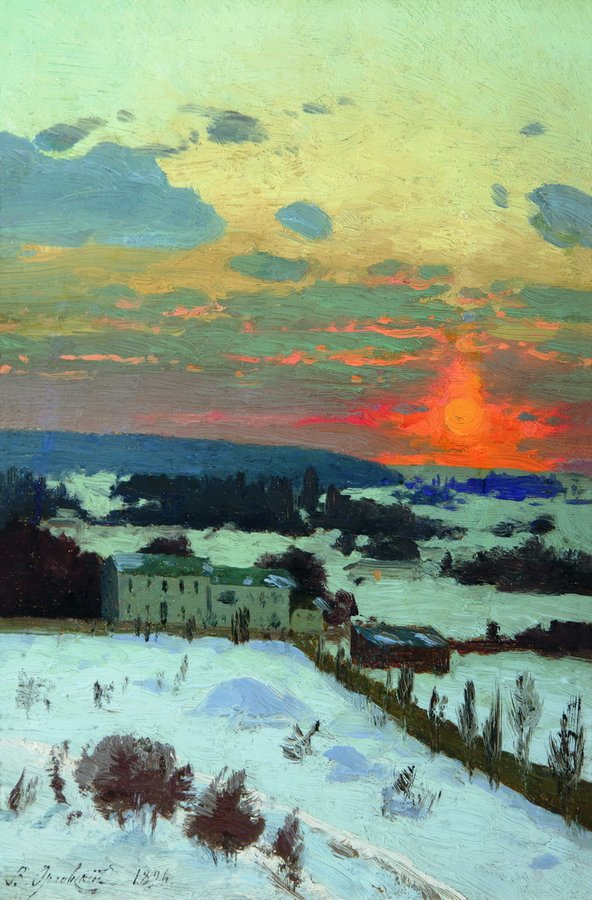
Coucher de soleil (1896).